# László Tahi-Tóth
László Tahi-Tóth (ur. 23 stycznia 1944 w Budapeszcie, zm. 22 lutego 2018 tamże) – węgierski aktor teatralny, filmowy i telewizyjny oraz scenarzysta.

## Filmografia
- 1966: Aranysárkány jako Vili Liszner
- 1967: Fiúk a térről jako Báder Guszti
- 1967: Ünnepnapok jako Laci
- 1967: Egy szerelem három éjszakája
- 1968: Na miłość nigdy nie jest za późno (Elsietett házasság) jako Nádor Balázs
- 1968: Gwiazdy Egeru (Egri csillagok) jako Kobzos Ádám
- 1968: Gwiazdy Egeru II (Egri csillagok II) jako Kobzos Ádám
- 1969: Örjárat az égen (TV) jako Géher
- 1970: I znów z tobą (A nagy kék jelzés) jako Jen
- 1970: Hatholdas rózsakert jako Franci Gruber
- 1972: Harminckét nevem volt jako Kálmán
- 1972: Emberrablás magyar módra jako Jancsi
- 1973: Ártatlan gyilkosok jako Galgó Viktor
- 1973: Kakuk Marci jako Müvész úr
- 1977: Miecz (A kard) jako psycholog
- 1979: A Dicsekvo varga (TV) jako Furtonfúrt manó
- 1982: Völegény jako Fox Rudi
- 1985: Czerwona hrabina (A vörös grófnö) jako Pál Kéry
- 1986: A Fekete kolostor (TV) jako Mágory
- 1989: Barbárok (TV) jako Dr Makarov
- 1994: Śmierć w płytkiej wodzie (Halál sekély vízben) jako Komlós
- 2002: Capitaly (TV) jako Attila
- 2011: Sherlock Holmes nevében jako starzec Az Öreg